# Parafia Świętych Apostołów Piotra i Pawła w Katowicach
Parafia Świętych Apostołów Piotra i Pawła w Katowicach – rzymskokatolicka parafia należąca do dekanatu Katowice-Śródmieście archidiecezji katowickiej, erygowana 1 lipca 1910 roku. Siedziba parafii znajduje się w Katowicach przy ulicy Mikołowskiej 32, na terenie dzielnicy Śródmieście.
Świątynią parafialną jest kościół śś. Apostołów Piotra i Pawła, wzniesiony w latach 1898–1902 w stylu neogotyckim.

## Historia

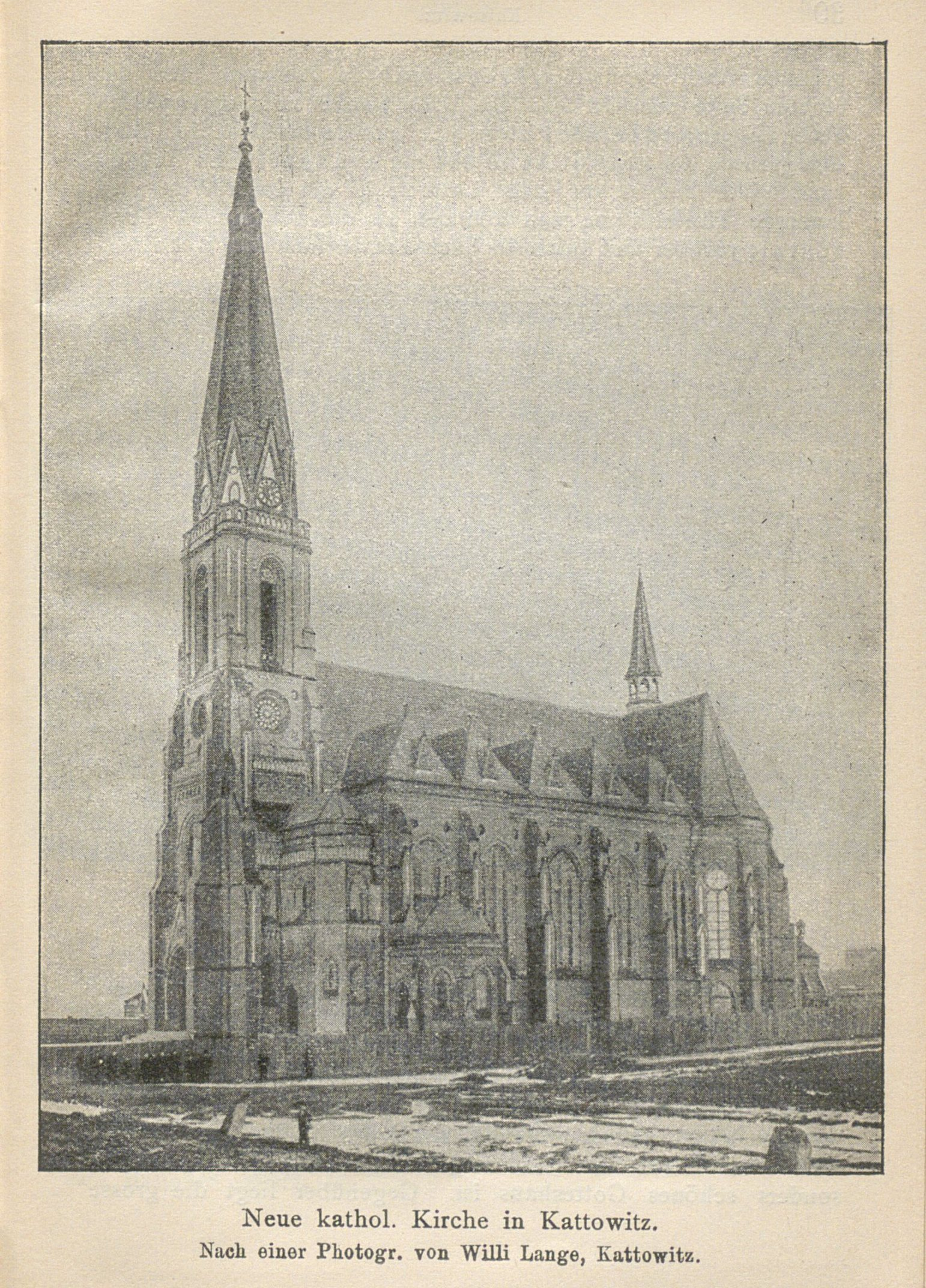
Kościół śś. ap. Piotra i Pawła na zdjęciu wydanym w 1904 roku

Po około 20 latach od wzniesienia w 1870 roku katowickiego kościoła Mariackiego zaszła potrzeba budowy w mieście nowej świątyni z uwagi na ciągły wzrost liczby wiernych parafii Mariackiej, która w 1891 roku osiągnęła 14 tys. osób. Z inicjatywy proboszcza parafii Mariackiej ks. Wiktora Schmidta przy ulicy Mikołowskiej został wzniesiony kościół śś. ap. Piotra i Pawła. Konsekracja świątyni, której dokonał biskup wrocławski kard. Georg Kopp, nastąpiła 27 kwietnia 1902 roku.
Przy nowym kościele powołano kurację obejmującą wiernych z południowej części ówczesnych Katowic oraz wieś Brynów, a obszar wspólnoty wydzielono z parafii Mariackiej. Zarządcą kuracji mianowano ks. Johanessa Globischa (Jana Globisza). 1 lipca 1910 kurację podniesiono do rangi parafii, a dotychczasowy kuratus został mianowany proboszczem parafii śś. ap. Piotra i Pawła.
W latach 1900–1914 w kościele śś. Piotra i Pawła odbywały się co jakiś czas nabożeństwa greckokatolickie dla robotników sprawdzanych ze wschodniej Małopolski (późniejsze tereny zachodniej Ukrainy) do pracy w kopalni „Wujek”. W 1913 roku w Katowicach nieopodal świątyni ulokowano wojskowy garnizon i dwa razy w miesiącu żołnierze uczestniczyli w odprawianych dla nich nabożeństwach.
W 1922 roku po przyłączeniu części Górnego Śląska do Polski i utworzeniu Administracji Apostolskiej na Górnym Śląsku, a w 1925 roku diecezji katowickiej kościół parafialny z uwagi na jego znaczną powierzchnię i walory architektoniczne stał się prokatedrą. Konsekrowano tutaj pierwszego katowickiego biskupa – Augusta Hlonda. W granicach parafii w latach 1930–1933 został wzniesiony kościół garnizonowy pw. św. Kazimierza Królewicza. Świątynia została konsekrowana 25 czerwca 1933 roku.
Obszar parafii już w latach międzywojennych uległ zmniejszeniu. Najpierw oddała część swojego terenu parafii katedralnej Chrystusa Króla, a w latach 1938–1940 późniejszej parafii Przemienienia Pańskiego. W późniejszych latach odłączono do parafii rejon Brynowa.
W 1985 roku obok kościoła parafialnego rozpoczęto budowę klasztoru sióstr karmelitanek bosych, a uroczyste poświęcenie budynku i erygowanie klasztoru nastąpiło 16 października 1989 roku.

## Proboszczowie
- ks. Joannes Globisch (1902–1923)[8]
- ks. kan. Karol Mathea (1923–1964; z przerwami 1939–1945 i 1953–1956)[8]
- ks. Emanuel Płonka (substytut 1939)[8]
- ks. Karol Skupin (substytut 1939–1942)[8]
- ks. Alfons Tomaszewski (substytut 1942–1945)[8]
- ks. Zygfryd Wołek (substytut 1953)[8]
- ks. Bernard Czekański (substytut 1953)[8]
- ks. Józef Miczka (administrator 1953–1956)[8]
- ks. Longin Kozub (adiutor 1962–1964; administrator 1964–1972)[8]
- ks. prał. Stanisław Chwila (1972–1980)[8]
- ks. Stanisław Puchała (substytut 1979–1980)[8]
- ks. Adam Woźnik (1980–1982)[8]
- ks. dr Czesław Podleski (1982–1986)[8]
- ks. Krzysztof Ryszka (1987)[8]
- ks. Paweł Buchta (1987–2012)[7][9]
- ks. dr hab. Andrzej Nowicki (od 2012)[9]

## Kościół parafialny i inne obiekty

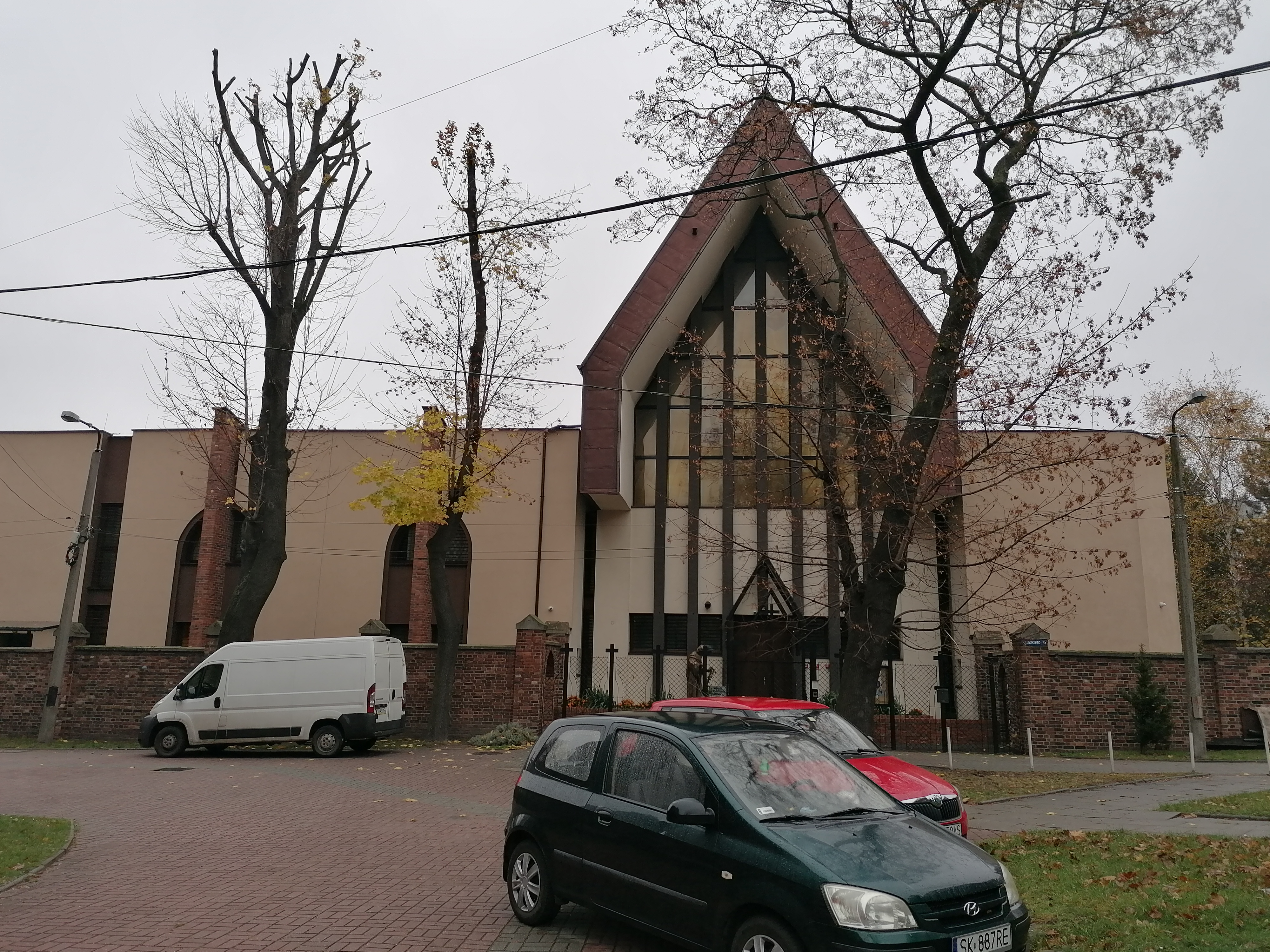
Klasztor karmelitanek bosych

Kościołem parafialnym jest kościół śś. ap. Piotra i Pawła, położony przy ulicy Mikołowskiej. Został wzniesiony w latach 1898–1902 w stylu neogotyckim według projektu Josepha Ebersa. Posiada pseudobazykilowy korpus, wnętrze jest halowe z transeptem, a prezbiterium został zamknięte pięciobocznie z pseudoobejściem. Na osi głównej fasady znajduje się wieża nakryta wielobocznym ostrosłupowym hełmem.
Na terenie parafii znajduje się także kilka kaplic, w tym m.in.:
- Kaplica Matki Bożej Matki Kościoła przy klasztorze sióstr karmelitanek bosych[8],
- Kaplica Miłosierdzia Bożego w Areszcie Śledczym Katowice (ul. Mikołowska 10a)[8],
- Kaplice szpitalne przy ulicach B. Głowackiego, Raciborskiej i Strzeleckiej[8].

## Działalność duszpasterska

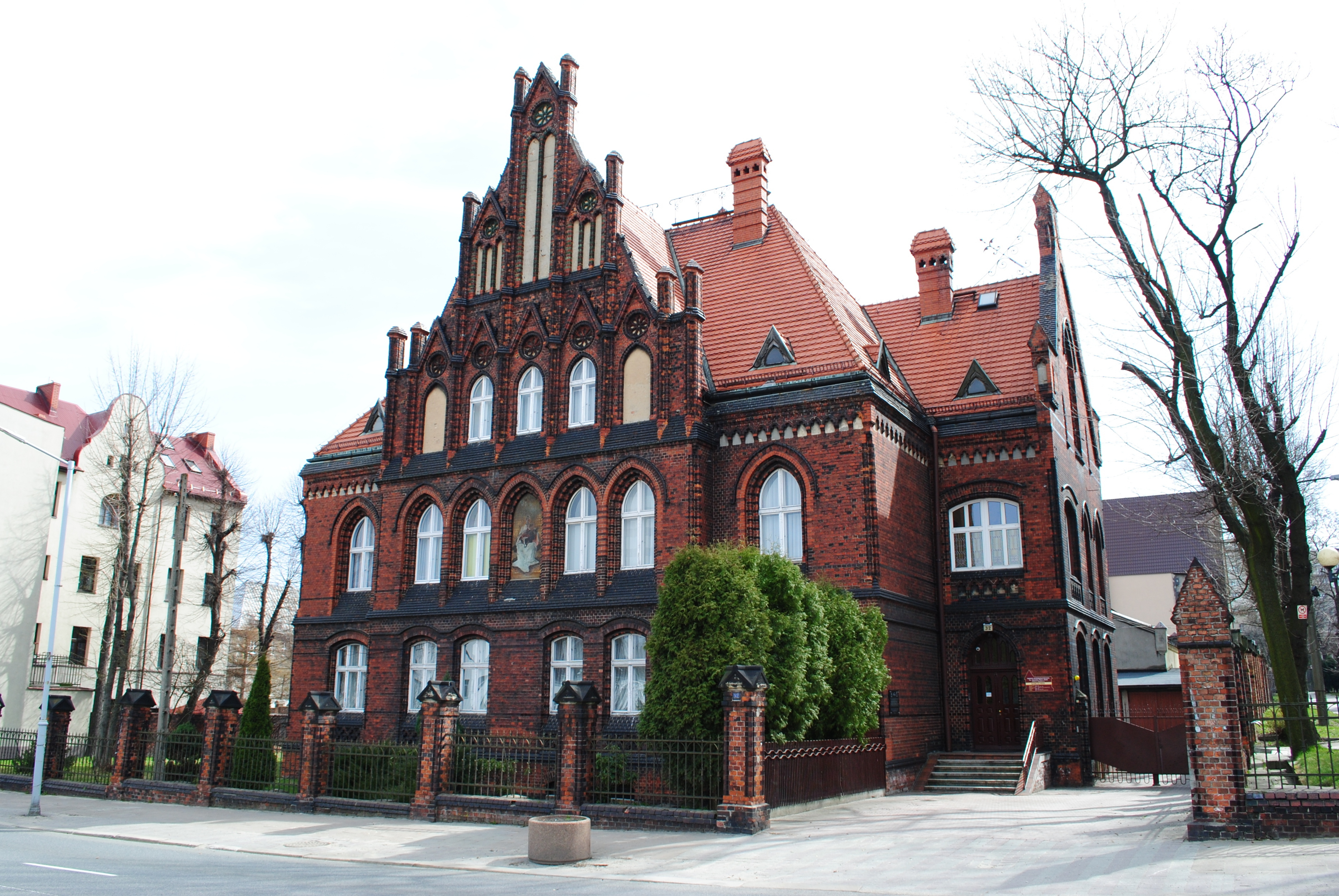
Siedziba katowickiej parafii śś. ap. Piotra i Pawła (2021)

Parafia śś. ap. Piotra i Pawła w Katowicach ma swoją siedzibę przy ulicy Mikołowskiej 32. na terenie dzielnicy Śródmieście. Przynależy ona do dekanatu Katowice-Śródmieście archidiecezji katowickiej. W 2005 roku parafia liczyła około 10 tys. wiernych.
W kościele parafialnym w niedziele i święta odprawianych jest sześć mszy św., w święta zniesione pięć, w soboty jedna, a w dni powszechnie trzy. Odpust parafialny odprawiany jest w uroczystość Świętych Apostołów Piotra i Pawła 29 czerwca.
Przy parafii funkcjonują różnego rodzaju grupy parafialne, w tym m.in: ministranci, Ruch Światło-Życie, Domowy Kościół, Ruch Odnowy w Duchu Świętym, Franciszkański Zakon Świeckich, zespół charytatywny, Legion Maryi, chór parafialny, Akcja Katolicka, Związek Górnośląski, schola rodzinna czy Eucharystyczny Ruch Młodych.
Przy parafii na ulicy J. Kilińskiego 15 działa Parafialne Katolickie Przedszkole Niepubliczne im. matki Laury Meozzi „Aniołkowo”, Parafialna Świetlica Środowiskowa Profilaktyczno-Wychowawcza oraz Specjalistyczny Klub Młodzieżowy. Placówki prowadzone są przez Katolicką Fundację Dzieciom w Parafii Św. Ap. Piotra i Pawła w Katowicach. Na obszarze parafii przy ulicy J. Kilińskiego 15a funkcjonuje dom zakonny sióstr karmelitanek bosych.
Parafia śś. ap. Piotra i Pawła zarządza położonym na terenie parafii katedralnej Chrystusa Króla cmentarzem przy ulicy H. Sienkiewicza o powierzchni 4,15 ha.

## Zasięg parafii
Do katowickiej parafii śś. ap. Piotra i Pawła przynależą wierni z następujących ulic i placów w Katowicach: ks. bp. S. Adamskiego, Andrzeja, pl. Andrzeja, Barbary, Stefana Batorego, M. Drzymały, S. Fliegera, ks. bp. J. Gawliny, B. Głowackiego, H. Jordana 12b-19, Kamienna, J. Kilińskiego, ks. kard. B. Kominka, M. Konopnickiej, M. Kopernika, A. Kordeckiego, Koszarowa, T. Kościuszki 71-72, Kozielska, Krzywa, ks. bp. T. Kubiny, ks. bp. A. Lisickiego, Mikołowska 53-72, PCK, J. Poniatowskiego, Raciborska, S. Rochowiaka, pl. dr. J. Rostka, J. Rymera, Skalna, M. Skłodowskiej-Curie, P. Stalmacha, Strzelecka, W. Styczyńskiego, M. Wilimowskiego, gen. J. Zajączka oraz Żwirki i Wigury.